# Lars Ryding
Lars Gustaf Michael Ryding, född 4 april 1947 i Storkyrkoförsamlingen i Stockholm, död 21 juli 2025 i Kungsholmens distrikt, var en svensk journalist.

## Biografi
Lars Ryding var son till diplomaten Göran Ryding och Cecilia, ogift Wersäll,. Han var sonson till Gösta Ryding och dotterson till Gustaf Wersäll. 
Han var utrikeschef för Svenska Dagbladet 2000–2007 och från december 2007 till sin pensionering kvalitetsredaktör för samma tidning. Han skrev dessutom kolumner i tidningen varannan torsdag fram till januari 2015.  Han tilldelades av Journalistfonden för vidareutbildning ett stipendium för att studera franska i Paris 1999. Innan han blev utrikeschef var han bland annat redaktör för Marginalen-sidan på tidningen. Han arbetade på Svenska Dagbladet sedan senare hälften av 1970-talet..
Han gifte sig 1975 med sjukgymnasten och läkaren Cecilia Munck af Rosenschöld (född 1947), dotter till bankdirektören Hans Munck af Rosenschöld och Ann-Marie, ogift Lindhoff. Han är morfar till skådespelaren Edvin Ryding.